# Ekwador na Mistrzostwach Świata w Lekkoatletyce 2011
Ekwador na Mistrzostwach Świata w Lekkoatletyce 2011 był reprezentowany przez 6 zawodników.

## Wyniki reprezentantów Ekwadoru

### Mężczyźni

#### Konkurencje biegowe
| Konkurencja | Zawodnik         | Finał        | Finał   |
| Konkurencja | Zawodnik         | Rezultat     | Pozycja |
| ----------- | ---------------- | ------------ | ------- |
| 10 000 m    | Bayron Piedra    | DNF          | DNF     |
| chód 20 km  | Mauricio Arteaga | DNF          | DNF     |
| chód 50 km  | Andrés Chocho    | 3:49:32 (AR) | 11      |

#### Konkurencje techniczne
| Konkurencja | Zawodnik     | Eliminacje | Eliminacje | Finał    | Finał   |
| Konkurencja | Zawodnik     | Rezultat   | Pozycja    | Rezultat | Pozycja |
| ----------- | ------------ | ---------- | ---------- | -------- | ------- |
| Skok wzwyż  | Diego Ferrín | 2,21 m     | 23.        |          |         |

### Kobiety

#### Konkurencje biegowe
| Konkurencja   | Zawodnik      | Finał    | Finał   |
| Konkurencja   | Zawodnik      | Rezultat | Pozycja |
| ------------- | ------------- | -------- | ------- |
| chód na 20 km | Yadira Guamán | 1:45:15  | 39      |